# Praha-Zbraslav
Praha-Zbraslav je od roku 1990 samosprávná městskou částí hlavního města Prahy. Její území je složeno z katastrálních území Zbraslav a Lahovice. Rozloha celé městské části je 984,86 ha. Městská část je součástí městského obvodu Praha 5. Rozšířenou přenesenou působnost pro ni vykonává sousední městská část Praha 16, sídlící v Radotíně. Samosprávná městská část navazuje na existenci správního obvodu zbraslavského místního národního výboru, který byl zachován i po připojení Zbraslavi k Praze v roce 1974, a na existenci dřívější samostatné obce Zbraslav, která již od 17. století byla městysem a od roku 1967 městem. Lahovice byly samostatnou obcí až do svého připojení k Praze v roce 1968.